# Сербы в Воеводине
Сербы в Воеводине (серб. Срби у Војводини) являются самым многочисленным этническим сообществом. По данным переписи 2011 года, численность сербов в Воеводине составила 1 289 635 человек или 66,76 % от населения автономного края. Большинство воеводинских сербов исповедуют православие, при этом иногда встречаются и протестанты. Сербское население Воеводины условно разделяется на две группы: коренное население, проживающие на территории Воеводины до XX века, и сербы, мигрировавшие в основном в города Воеводины в XX и XXI веках. Коренное сербское население Воеводины говорит на шумадийско-воеводинском и смедеревско-вршачском диалектах сербского языка. Большинство сербов, поселившихся в Воеводине в XX веке говорят на восточногерцеговинском диалекте сербского языка.

## Демография и область расселения
На протяжении последних веков политическая культурная и религиозная жизнь сербов Воеводины тесно переплетена с сербским населением, проживающим на территории соседних Румынии, Венгрии и Хорватии. Кроме того, в области культурно-исторического пространства под территорию Воеводины попадают и части Срема и Баната, которые сегодня административно входят составе округа Белград (общины Земун, Сурчин и Нови-Београд и область Панчевачки-Рит в общине Палилула). Воеводина вместе с указанными областями представляет территории, на которых воеводинские сербы смогли реализовать свои исторические и политические стремления к национальной свободе и объединении с остальной частью сербского народа.
Абсолютная и относительная доля сербов Воеводины:
| Год  | Сербов    | Доля   | Общее население Воеводины |
| ---- | --------- | ------ | ------------------------- |
| 1910 | 510,186   | 33.8 % | 1,512,983                 |
| 1921 | 526,134   | 34.7 % | 1,528,238                 |
| 1931 | 528,000   | 33.0 % | 1,624,158                 |
| 1941 | 577,067   | 35.3 % | 1,636,367                 |
| 1948 | 841,246   | 50.6 % | 1,663,212                 |
| 1953 | 865,538   | 50.9 % | 1,699,545                 |
| 1961 | 1,017,713 | 54.9 % | 1,854,965                 |
| 1971 | 1,089,132 | 55.8 % | 1,952,535                 |
| 1981 | 1,107,735 | 54.4 % | 2,034,772                 |
| 1991 | 1,151,353 | 57.2 % | 2,012,517                 |
| 2002 | 1,321,807 | 65.0 % | 2,031,992                 |
| 2011 | 1,289,635 | 66.7 % | 1,931,809                 |

### Доля по округам

Доля сербов в населении Воеводины по округам, 2011 г.

По данным переписи 2011 года, сербы были следующим образом представлены в округах Автономной области Воеводина:
| Округ             | Общяя численность | Численность сербов | Доля сербов |
| Южно-Бачский      | 615 371           | 445 270            | 72.35 %     |
| Сремский          | 312 278           | 265 272            | 84.95 %     |
| Южно-Банатский    | 293 730           | 208 462            | 70.97 %     |
| Средне-Банатский  | 187 667           | 134 264            | 71.54 %     |
| Западно-Бачский   | 188 087           | 122 848            | 65.31 %     |
| Северно-Бачский   | 186 906           | 50 472             | 27.00 %     |
| Северно-Банатский | 147 770           | 63 047             | 42.67 %     |
| Воеводина         | 1 931 809         | 1 289 635          | 66.76 %     |

### Доля по городам

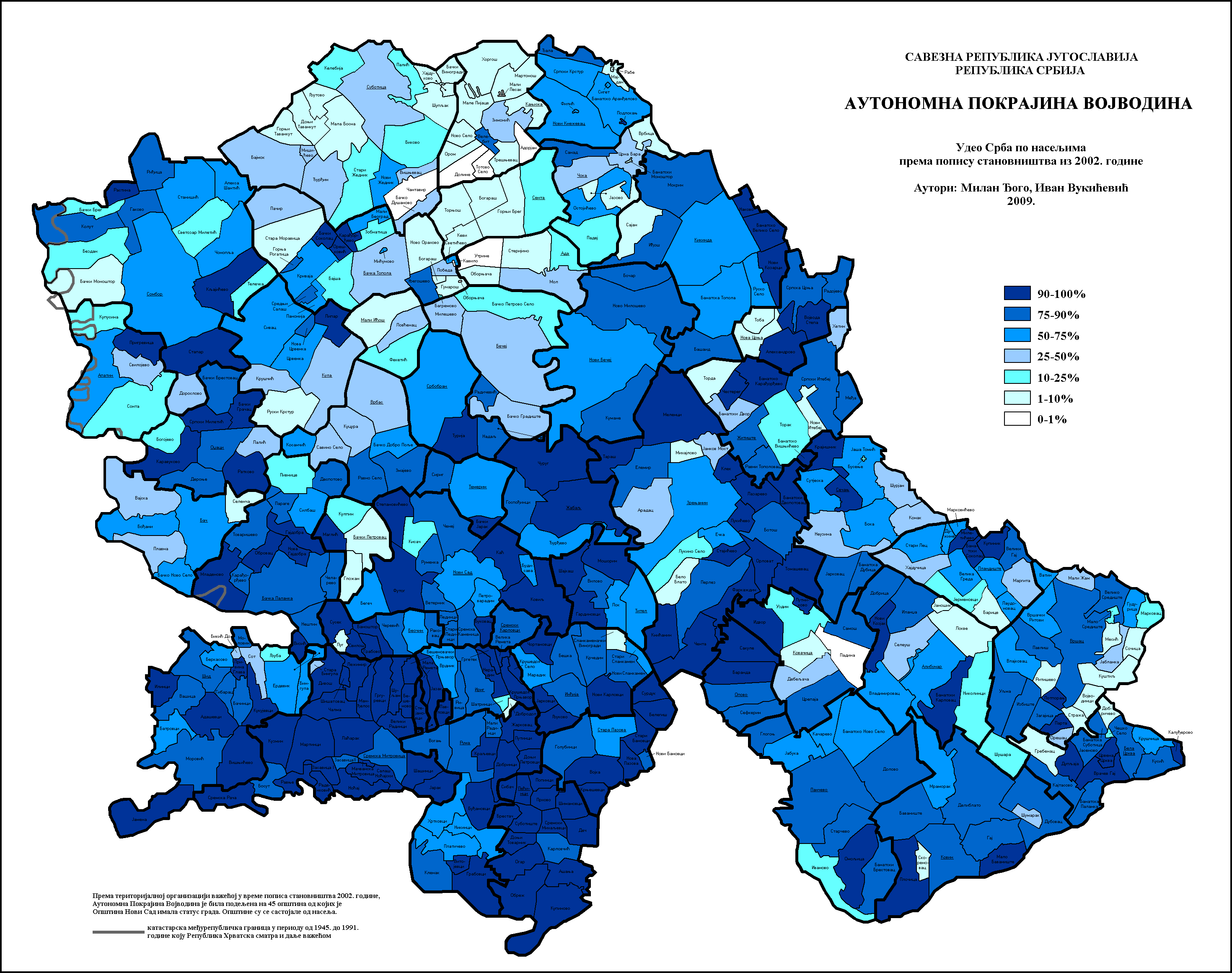
Доля сербов в населении Воеводины по общинам, 2011 г.

По данным переписи 2002 года, сербы были следующим образом представлены в крупнейших городах Воеводины:
| Город             | Общяя численность | Численность сербов | Доля сербов |
| Нови Сад          | 191.405           | 141.475            | 73,91 %     |
| Панчево           | 77.087            | 60.963             | 79,08 %     |
| Зренянин          | 79.773            | 56.560             | 70,9 %      |
| Сомбор            | 51.471            | 32.988             | 64,09 %     |
| Кикинда           | 41.935            | 31.317             | 74,67 %     |
| Сремска Митровица | 39.084            | 31.127             | 79,64 %     |
| Вршац             | 36.623            | 28.372             | 77,47 %     |
| Рума              | 32.229            | 28.032             | 86,97 %     |
| Суботица          | 99.981            | 26.242             | 26,24 %     |
| Бачка-Паланка     | 29.449            | 23.864             | 81,03 %     |
| Инджия            | 26.247            | 22.995             | 87,61 %     |

## Культура
- Сербский национальный театр
- Монастыри Фрушка-Горы
- Матица сербская

## Известные сербы из Воеводины

### Управление, политика, религия
- Арсений I Сремац
- Йован Ненад
- Патриарх Иосиф
- Светозар Милетич
- Яша Томич
- Йован Суботич

### Культура
- Георг Магарашевич
- Йован Йованович-Змай
- Джура Якшич
- Лаза Костич
- Йован Джорджевич
- Захарие Орфелин
- Урош Предич
- Пая Йованович
- Джордже Йованович
- Исидора Секулич
- Милош Црнянский
- Бранко Радичевич
- Йован Стерия-Попович
- Доситей Обрадович
- Лукиан Мушицкий
- Васа Стаич
- Епископ Платон

### Наука
- Михаил Пупин
- Милева Марич
- Джуро Даничич
- Миомир Вукобратович

### Спорт
- Момчило Тапавица
- Бошко Симонович